# NGC 6087
NGC 6087是矩尺座內最亮的疏散星團；位於此星座的東南角，在南門二及天壇座ζ之間的天區。距離地球達3500光年，含有40顆11等至7等的星，總亮度為5.4等。矩尺座S是此星團的最亮星，為一顆造父變星。